# João Ramos Filho

João Ramos Filho, s/d. Acervo Mariana Fundo do Baú,

João Ramos Filho (Mariana, 27 de setembro de 1929 - Mariana, 15 de maio de 2008) foi um comerciante e político brasileiro. Foi prefeito de Mariana nos períodos de 1973 a 1976, 1983 a 1988 e de 1993 a 1996, tendo sido um dos principais caciques políticos da cidade.

## Trajetória política
Antes de adentrar na política foi delegado, durante a década de 1950. Definido por muitos como herdeiro do coronelismo, por sua postura política marcada pelo populismo, paternalismo e clientelismo. Construiu mais de mil casas populares, tendo também idealizado o bairro Vila São Vicente, em Passagem de Mariana, e os Bairros Cabanas e Colina, com o objetivo de dar moradia a pessoas mais pobres. Todavia, embora doasse os terrenos não disponibilizava condições básicas para uma moradia, como luz, esgoto e ruas asfaltadas, o que acabou gerando um crescimento desenfreado nessas regiões. Também distribuia cestas básicas. Durante seu governo tinha por ideal desenvolver a cidade independente do patrimônio histórico, abrindo o município para a economia mineiradora.
Diversas obras foram concretizadas em seus mandatos, dentro de um contexto de modernização da cidade, como o Ginásio Poliesportivo Osni Geraldo Gonçalves (que não existe mais na arquitetura urbana marianense, tendo sido demolido para dar espaço ao Centro de Convenções Alphonsus de Guimarães), o Terminal Turístico Manuel da Costa Atayde, e a praça Tancredo Neves, durante a década de 1980. Na década de 1990 construiu um Novo Terminal Rodoviário, as escolas municipais Monsenhor Horta e a Wilson Pimenta Ferreira, ambas em bairros populares, respectivamente Cabanas e Santo Antônio (Prainha). Fechou o Cine Teatro da cidade, transformando o prédio em um depósito para materiais de construção da prefeitura.
Também foi responsável pelos recursos para a restauração da Igreja de São Pedro dos Clérigos e construção de um jardim em seu adro (jardim que não existe mais, tendo dado lugar a um estacionamento).

### Corrupção e herdeiros políticos
Foi acusado de corrupção, no final da década de 1990. Tendo ficado inelegível até o final de 2006. Tentou concorrer no pleito de 2000, tendo Celso Cota como vice-prefeito em sua chapa. Acabou sendo impedido de concorrer, seu vice acabou sendo eleito com a foto de Ramos na urna eletrônica.
Anunciou sua pré-candidatura ao pleito de 2008, quando já estava elegível perante o Tribunal Eleitoral de Minas Gerais. Segundo as pesquisas de intenção de foto era o favorito para a disputa, todavia, acabou sendo assassinado. Posteriormente ao seu assassinato, sua esposa,Teresinha Ramos (PTB), se elegeu prefeita de Mariana, utilizando de seu legado político.

## Assassinato
Foi assassinado por disputas políticas em 15 de maio de 2008. Na data ele havia acabado de ir ao posto de combustivel de sua família, localizado na BR-262 que interliga Mariana a Ponte Nova. Dois homens em motocicletas se aproximaram de seu veículo, quebraram o vidro do motorista e efetuaram cinco disparos. Dois tiros acertaram seu peito, tendo falecido no local.
Uma funcionária do posto que estava no carro não foi ferida, e os 1,6 mil reais que ele levava no bolso não foram levados. Ele tinha 78 anos na ocasião, sendo pré-candidato da oposição na próxima eleição municipal (PTB). Em 13 de março de 2017, Francisco de Assis Ferreira Carneiro (PMN), conhecido como Chico da Farmacia, foi condendo a 14 anos de prisão, como mandante do crime. Na época ele pretendia concorrer ao cargo do executivo de Mariana. Anteriormente, Leonardo Stigert e Guaracy Goulart Moreira também foram condenados.

## Homenagens post-mortem
Em 2014 a Escola Estadual de Ensino Médio Cabanas mudou seu nome para Escola Estadual João Ramos Filho, embora ainda use os dois nomes para sua designação.